# هوية صربية

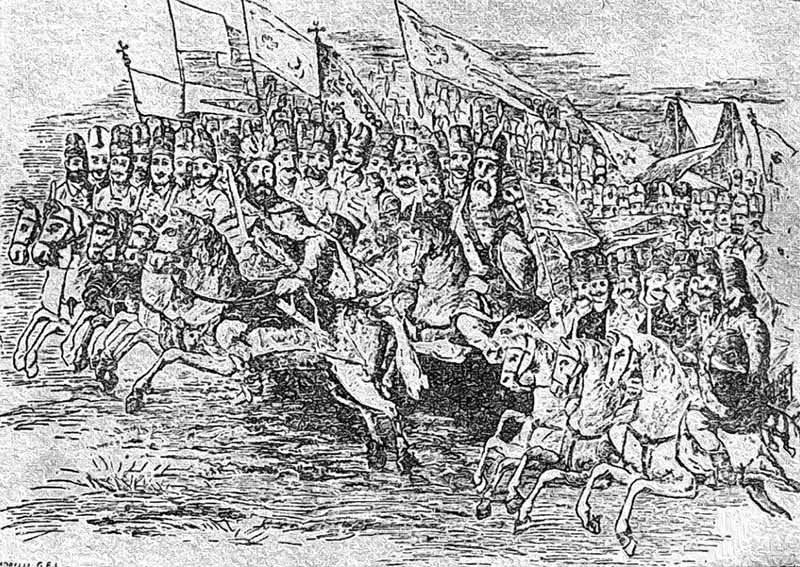
المحاربين الصربيين في كوسوفو
تعتبر أسطورة كوسوفو أن الصرب شهداء ومدافعين عن الشرف والمسيحية.

صربيا هي دولة الأمة للشعب الصربي، والذين يشكلون المجموعة العرقية المسيطرة على صربيا. ويهيمن الصرب أيضاً في جمهورية صرب البوسنة، وهي كيان من البوسنة والهرسك. في القرن التاسع عشر، ظهرت الهوية الوطنية الصربية، مع الوعي بالتاريخ والتقاليد، وتراث القرون الوسطى، والوحدة الثقافية، على الرغم من أنَّ الصرب كانوا يعيشون تحت سلطة إمبراطوريات مختلفة. كانت هناك ثلاثة عناصر، جنباً إلى جنب مع إرث سلالة نيمانجيك، كانت حاسمة في تشكيل الهوية والمحافظة عليها أثناء الهيمنة الأجنبية: الكنيسة الصربية الأرثوذكسية، وأسطورة كوسوفو، واللغة الصربية.وقد ساعد التعرف على التراث في العصور الوسطى من خلال تكريم القديسين الصربيين، إلى جانب الشعر الصربي الملحمي، في تطوير وعي وطني منفصل عن الشعوب الأرثوذكسية الأخرى في البلقان. وألهمت البطولات الملحميَّة البطوليَّة الصربيين لإحياء ماضيهم البطولي وحريتهم. في القصص، كان هاجدوكس أبطالا: لقد لعبوا دور النخبة الصربية خلال الحكم العثماني، ودافعوا عن الصرب ضد القمع العثماني، واستعدوا للتحرير الوطني وساهموا في الثورة الصربية. وأصبحت أسطورة كوسوفو الأسطورية، تُدل على الشهادة والدفاع عن الشرف الصربي والعالم المسيحي ضد الأتراك (المسلمين). عندما حصلت إمارة صربيا على استقلالها عن الدولة العثمانية، أصبحت الأرثوذكسية الشرقية حاسمة في تحديد الهوية الوطنية، بدلاً من اللغة التي تشاركوا فيها مع السلاف الآخرين من الجنوب (الكروات والمسلمون).
الألفبائية الكيريليَّة هي رمز مهم للهوية الصربية. بموجب دستور صربيا لعام 2006، الأبجدية الصربية السيريلية هو النص الوحيد في الاستخدام الرسمي؛ وهو أيضاً رسمي في الجبل الأسود والبوسنة والهرسك. كما أنّ النسر مزدوج الرأس والدرع مع الفولاذ هما رمزان رئيسيان يمثلان الهوية الوطنية للشعب الصربي عبر القرون.
نشرت جمعية علم النفس الأمريكية في عام 2005 دراسة استقصاء دولية حول الذات، أجريت على 16,998 شخصًا من 53 دولة؛ وتضمنت الاستبيانات وجهات نظر شخصية حول الفرد، والأمة، وشعوب الدول الأخرى. ووجدت الدراسة أن صربيا وضعت لأول مرة في مرتبة الدولة الأكثر احتراماً للذات، متقدمة على الولايات المتحدة (السادسة) واليابان (آخر مكان)، ووافقت غالبية الدول، وكذلك الصرب أنفسهم، على ذلك. كما أشار البحث إلى أن صربيا كانت ضمن الدول العشر الأكثر جماعية.